# Bobby Campo
Robert Joseph Camposecco, känd professionellt som Bobby Campo, född 9 mars 1983 i Wheeling i West Virginia, är en amerikansk skådespelare. Han är mest känd för att ha spelat huvudrollen som Nick O'Bannon, i den Jeffrey Reddick-baserade skräckfilmen The Final Destination.

## Liv och karriär
Campo föddes i Wheeling i West Virginia, och växte därefter upp i Saint Petersburg i Florida. Fadern Robert Camposecco, som är av italiensk-amerikansk börd, arbetar som målningsentreprenör, medan modern Donna (född Wells), arbetar som makeupartist, och har sminkat en del olika kändisar. Han har också en yngre syster vid namn Julia Marie Arnold, som är gift med musikern Stephen Christian, känd från bandet Anberlin.
År 2012 fick Campo en återkommande roll som begravningsmannen Max i den tredje säsongen av den övernaturliga dramaserien Being Human. I mars 2015 fick han rollen som Seth Branson i MTV-slasherserien Scream. År 2018 medverkade han dessutom med en roll i filmen Unbroken: Path to Redemption.

## Privatliv
År 2015 gifte sig Campo med hårstylisten, samt den före detta fotomodellen, Christie Mac.

## Filmografi (i urval)

### Filmer
- 2005 – Vampire Bats (TV-film)
- 2009 – Legally Blondes
- 2009 – The Final Destination
- 2018 – Unbroken: Path to Redemption

### TV-serier
- 2008 – Greek (TV-serie)
- 2009 – Mental (TV-serie)
- 2009 – Law & Order: Special Victims Unit (TV-serie)
- 2009 – CSI: Miami (TV-serie)
- 2013 – Being Human (TV-serie)
- 2013 – Justified (TV-serie)
- 2013 – Grey's Anatomy (TV-serie)
- 2013 – Masters of Sex (TV-serie)
- 2015 – CSI: Crime Scene Investigation (TV-serie)
- 2015–2016 – Scream (TV-serie)
- 2018 – Criminal Minds (TV-serie)